# Milka Chulina
Milka Yelisava Chulina Urbanich (sinh ngày 6 tháng 1 năm 1974 tại Ciudad Bolívar, Venezuela) là một nữ diễn viên, người mẫu người Venezuela. Bà người chiến thắng Hoa hậu Venezuela 1992, Á hậu 2 tại cuộc thi Hoa hậu Hoàn vũ 1993 và Top 15 thí sinh Bán kết tại Hoa hậu Quốc tế 1994.

## Hoa hậu Venezuela
Chulina có người cha gốc Croatia, bà lớn lên ở Maracay, Venezuela, và thi đấu năm 1992 với tư cách Hoa hậu Bang Aragua trong cuộc thi sắc đẹp quốc gia mang tên Hoa hậu Venezuela, giành được vương miện và quyền đại diện cho đất nước tham gia cuộc thi Hoa hậu Hoàn vũ 1993.

## Hoa hậu Hoàn vũ
Là đại diện chính thức của đất nước của mình cho cuộc thi Hoa hậu Hoàn vũ 1993 được tổ chức tại Thành phố Mexico, Mexico vào ngày 21 tháng 5 năm 1993, bà có điểm phỏng vấn bán kết cao nhất trong lịch sử của cuộc thi tại thời điểm đó, tổng điểm là 9.843. Cuối cùng, bà đạt danh hiệu Á hậu 2 trong cuộc thi Hoa hậu Hoàn vũ 1993.

## Hoa hậu quốc tế
Sau cuộc thi Hoa hậu Hoàn vũ, Chulina đại diện cho đất nước của mình trong cuộc thi Hoa hậu Quốc tế năm 1994 tổ chức tại Ise, Nhật Bản, vào ngày 4 tháng 9 năm 1994, cuộc thi mà bà được xếp vào nhóm Top 15 thí sinh chung cuộc.

## Sự nghiệp truyền hình
Từ năm 1992 đến năm 1996, Chulina đóng vai trò đồng dẫn chương trình tạp kỹ mang tên Súper Sábado Sensacional cùng với Gilberto Correa trên kênh Venevision.